# Athyrium brevipes
Athyrium brevipes là một loài thực vật có mạch trong họ Woodsiaceae. Loài này được (Baker) Tardieu miêu tả khoa học đầu tiên năm 1958.